# 余嵘
余嵘（1162年—1237年），字景瞻，衢州龙游人，南宋官员，余端礼的幼子。
余嵘幼年时跟随刘景学业，淳熙年间擢第。担任宝谟阁学士。被真德秀所器重。初知南剑州，与南剑州教授杨宏中相得甚欢。嘉定四年（1211年）六月，宋宁宗派遣余嵘贺金主完颜永济生辰，正好赶上蒙古帝国南下，金国有难，余嵘于是不至而还。嘉定六年（1213年），余嵘向汪逵、赵彦橚推荐，杨宏中担任户部架阁、太学正。端平二年（1235年）十一月甲辰，宋理宗任命余嵘为同签书枢密院事。余嵘官至工部尚书。